# Mas Sicars
El Mas Sicars és una obra de Calonge i Sant Antoni (Baix Empordà) protegida com a Bé Cultural d'Interès Local.

## Descripció
Es tracta d'una masia d'estructura clàssica, amb coberta a dues aigües i carener perpendicular a la façana principal i porta adovellada. Els murs són de paredat de pedra molt ben elaborat, que juntament amb els carreus en obertures i la porta principal conferiexen a la masia un aspecte notori. El mas està ubicat just al límit del sòl urbà. Destaca la presència d'un rellotge de sol a la façana principal, així com la mateixa porta de dovella, que sembla original.